# Arènes de Gimont
Les arènes de Gimont, dédiées à la course landaise et à la corrida, sont situées sur la commune de Gimont, dans le département français du  Gers. Elles ont une capacité de 3 500 places selon le site Torofiesta  chiffre confirmé par Jean-Baptiste Maudet .

## Présentation
Ce sont des arènes démontables qui ne sont installées sur la place centrale que le temps des fêtes taurines. Elles comptent parmi les 29 arènes encore en activité dans le Gers.

## Programmes
Outre les corridas formelles dites courses espagnoles offertes au public  une fois l'an pour la feria du début juin , on y pratique plus souvent la course landaise ainsi que des becerradas. Une évènement musical et taurin se déroule en septembre : les rencontres musicales et taurines de Gimont  qui ont lieu les 24 et 25 en 2016 , et qui comprennent à la fois des spectacles musicaux et des corridas . 